# NGC 3532
NGC 3532 (другие обозначения — OCL 839, ESO 128-SC31) — рассеянное скопление в созвездии Киль, находящееся на расстоянии около 1300 световых лет от нас. Оно также имеет неформальное название «Колодец Желаний», поскольку визуально напоминает горсть монет, брошенных на дно водоёма.
Этот объект входит в число перечисленных в оригинальной редакции «Нового общего каталога».